# Shōjo Kakumei Utena
Shōjo Kakumei Utena (少女革命ウテナ, lit.  "Garota Revolução Utena") é uma série criada por Be-Papas, um coletivo de artistas fundado por Kunihiko Ikuhara. As entradas principais da série incluem um mangá de 1996 escrito por Chiho Saitō, uma série de anime de 1997 dirigida por Ikuhara, e Utena – A Garota Revolucionária: Uma Aventura Mágica, um longa-metragem de 1999.
A série segue Utena Tenjou, uma adolescente órfã que expressa seu desejo de infância de ser um príncipe através de sua personalidade forte e maneira de se vestir. Ela se vê envolvida em uma série de duelos de espadas para ganhar a mão de Anthy Himemiya, uma garota misteriosa conhecida como "Noiva da Rosa" que possui o "poder de revolucionar o mundo".
Shoujo Kakumei Utena recebeu ampla aclamação da crítica. A série gerou uma série de mídias derivadas e adaptadas, incluindo uma série de romances leves, um videogame e vários musicais de palco.

## Enredo
Após a morte de seus pais, Utena Tenjou recebeu um anel de sinete gravado em rosa por um príncipe viajante. O príncipe prometeu a Utena que eles um dia se encontrariam novamente; inspirada por seu comportamento nobre, Utena decidiu um dia se tornar um príncipe. Anos depois, a busca de Utena pelo príncipe a leva à Academia Ohtori, onde ela se matricula como estudante. Ela se vê envolvida em um torneio de duelos com o Conselho Estudantil da escola, cujos membros usam anéis de sinete idênticos aos de Utena. Os vencedores do duelo ficam noivos de Anthy Himemiya, uma garota misteriosa conhecida como "Noiva da Rosa" que possui o "poder de revolucionar o mundo". Utena sai vitoriosa; forçada a defender sua posição como noiva da Noiva da Rosa, ela decide permanecer no torneio para proteger Anthy dos outros duelistas. À medida que Utena e Anthy se aproximam, ela descobre que Anthy está ligada ao "Fim do Mundo" ("Confim do Mundo" no mangá da JBC), o misterioso organizador dos duelos.
Shoujo Kakumei Utena é uma história surrealista que faz uso pesado de alegoria e simbolismo, com muitos aspectos de seu enredo revelados indiretamente ou de uma maneira aberta à interpretação do público. A série de anime é dividida em três arcos de história, em cada um dos quais Utena enfrenta um desafio diferente na Ohtori Academy:
- Saga do Conselho Estudantil (episódios 1–13)

Utena enfrenta os membros do Conselho Estudantil, que desafiam Utena sob ordens do "Fim do Mundo".
- Saga da Rosa Negra (episódios 14-23)

Anthy revela que tem um irmão, Akio Ohtori, presidente da escola. Utena acaba enfrentando Souji Mikage, um prodígio que usa seus poderes de persuasão e conhecimento de psicologia para manipular outros para se tornarem duelistas que procuram matar Anthy.
- Saga do Apocalipse (episódios 24-33)

"Fim do Mundo" é revelado como sendo o próprio Akio. Ao conhecê-lo, os membros do Conselho Estudantil ganham novas habilidades e enfrentam Utena em revanches. Utena se vê alvo da sedução de Akio, criando uma rixa entre ela e Anthy. Akio se revela como o príncipe de Utena, e é confrontado por Utena em um duelo final para libertar Anthy de sua influência.

## Mídia primária

### Mangá
A série de mangá Shoujo Kakumei Utena foi escrita por Be-Papas e ilustrada por Chiho Saito. Começou a serialização na edição de junho de 1996 da revista mensal de mangá shōjo Ciao da Shogakukan. A série terminou em 1998, com cinco volumes tankōbon sendo lançados. O mangá foi publicado no Brasil pela Editora JBC em maio de 2008 com 10 volumes meio tanko e mais 2 volumes da história do filme Utena - Uma Aventura Mágica.
Em 20 de maio de 2017, Shogakukan anunciou que um novo capítulo do mangá seria publicado na edição de setembro de sua revista mensal de mangá josei Flowers. Mais dois capítulos foram publicados nas edições de março e maio de 2018, retratando a vida do elenco principal 20 anos após os eventos da série original. Shogakukan reuniu todos os três capítulos em um único volume tankōbon sob o título Shoujo Kakumei Utena: After the Revolution (Depois da Revolução) em 10 de maio de 2018.

### Série de televisão de anime
A série de anime Shoujo Kakumei Utena foi produzida pelo estúdio de animação japonês J.C.Staff e dirigida por Kunihiko Ikuhara. A série foi ao ar entre 2 de abril de 1997 e 24 de dezembro de 1997, na TV Tokyo no Japão e durou 39 episódios.

### Filme
O longa-metragem, Shoujo Kakumei Utena Aduresensu Mokushiroku (Apocalipse de Adolescência), foi lançado nos cinemas no Japão em 14 de agosto de 1999. O filme é uma recontagem compactada da história da série de televisão, embora com diferenças significativas na execução do enredo (por exemplo, a relação entre Utena e Anthy é apresentada como abertamente romântica) e com conteúdo temático elevado. O filme ocupa um lugar ambíguo no cânone mais amplo de Utena, e foi alternadamente interpretado pelos críticos como uma adaptação independente do anime e mangá que existe em sua própria continuidade, e como uma sequência que é contígua aos eventos da série de anime. No Brasil, o filme foi exibido em 11 de novembro de 2002 no Festival MixBrasil com o título Utena Guerreira sem dublagem própria, ganhando uma dublagem brasileira em 2006 pelo Studio Gabia que foi lançada em DVD como Utena – A Garota Revolucionária: Uma Aventura Mágica.